# Federación Catalana de Baloncesto
La Federación Catalana de Baloncesto (Federació Catalana de Basquetbol, FCBQ) es la entidad privada sin ánimo de lucro que ordena, promueve y regula el baloncesto en Cataluña. Está integrada en la Federación Española de Baloncesto y forma parte de la Unión de Federaciones Deportivas de Cataluña (UFEC). En la temporada 2024–25 registró 87.198 licencias (31.604 femeninas y 55.594 masculinas), con 5.910 equipos y 419 clubes y entidades.

## Historia
La FCBQ se constituyó en 1923, en el contexto del primer impulso del baloncesto en Cataluña y España. Sus estatutos recogen que fue «constituida con anterioridad al 6 de febrero de 1923» con el nombre de Federació Catalunya Basket Ball Club. En octubre de 1923 se creó el Comité Regional de Basket-ball, antecedente directo de la federación catalana, y en febrero de 1925 adoptó la denominación de Federación Catalana de Basket-ball.
La práctica del baloncesto en España comenzó en Cataluña. En 1912, el pedagogo Eladi Homs, que había conocido el juego cuando trabajó en Chicago, introdujo la actividad en la escuela Vallparadís de Tarrasa. Por otro lado, otra de las figuras que ayudaron a la popularización del deporte de la canasta fue el padre Eusebio Millán, que en 1921 implantó su práctica en las Escuelas Pías de San Antón de Barcelona. En 1922, un grupo de exalumnos de ese colegio fundaron en Barcelona el primer club español de baloncesto: el Laietà Basket Club. El 8 de diciembre de 1922 se disputó el primer partido oficial entre  el CE Europa y el Laietà que acabó con victoria local por 8-2. El partido se jugó en el campo de fútbol del CE Europa con las canastas colgando de las porterías de fútbol y con siete jugadores por bando.
En abril de 1923 se organizó el primer Campeonato de Cataluña de Baloncesto en el Camp Municipal de Rugby La Foixarda de Montjuic. Cada equipo disponía de siete jugadores. La Sociéte Sportive Patrie se impuso en la final al Barcelona BBC por 8-4. 
El 31 de julio de 1923, se fundó en Barcelona la Federación Española de Baloncesto, con el nombre de Federación Nacional de Basket-ball, con Fidel Bricall como presidente. En octubre de 1923 se creó el Comité Regional de Basket-ball con Santiago Ferrer de presidente. En febrero de 1925, se cambió la denominación a Federación Catalana de Basket-ball y se nombró presidente a Josep Espelleta.
En enero de 1935, la Federación Española organizó una asamblea extraordinaria en la que se constituyó una nueva junta directiva para resolver los problemas administrativos y suavizar las malas relaciones que existían con la Federación Castellana, que había formado la Confederación Española de Basket-ball en 1933. Al final, se fusionaron los dos organismos en la Federación Española de Basket-ball, que en octubre de 1935 trasladó su sede de Barcelona a Madrid.
En 2001 la FCBQ recibió la Creu de Sant Jordi de la Generalidad de Cataluña. En 2023 celebró su Centenario con un programa institucional y deportivo de actos y competiciones conmemorativas.

## Organización
La FCBQ se estructura en órganos de gobierno (Asamblea General, Junta Directiva), de gestión (Gerencia y Secretaría General), órganos colaboradores —entre ellos el Comité de Árbitros y Auxiliares de mesa y el Comité Técnico— y órganos jurisdiccionales (Comité de Competición y Disciplina Deportiva y Comité de Apelación). La federación tiene su sede en Barcelona y representaciones territoriales en Gerona, Lérida y Tarragona, además de una delegación comarcal en Manresa (Cataluña Central).

### Presidencia y junta directiva
Desde julio de 2019 el presidente es Ferran Aril Duran, reelegido en 2024 para el periodo 2024–2028. El secretario general es Francesc de Puig Viladrich.

### Representaciones territoriales
La federación dispone de representaciones en Gerona, Lérida y Tarragona, y de una delegación comarcal en Manresa. En 2024 fueron proclamados para 2024–2028 Javier Calles (Lérida), Francesc Xavier Santaló (Gerona) y Joan Cortina (Tarragona).

## Competiciones
La FCBQ organiza las Ligas Catalanas (torneos oficiales de pretemporada para equipos ACB/LF y FEB), la Super Copa (máximo nivel sénior autonómico masculino y femenino), la Copa Catalunya y los Campeonatos de Cataluña por categorías de formación, además de el baloncesto 3×3.

### Pirámide competitiva (masculina)
| Nivel            | Competición                                                           | Formato y notas |
| ---------------- | --------------------------------------------------------------------- | --- |
| Autonómica élite | Super Copa Masculina                                                  | 16 equipos; liga a doble vuelta; 1.º asciende a Tercera FEB; descienden 13.º–16.º a Copa Catalunya.                       |
| Autonómica       | Copa Catalunya Masculina                                              | 2 grupos (hasta 14 equipos por grupo) + fases finales; ascensos a Super Copa; descensos a 1.ª Catalana.                   |
| Autonómica       | Campionat de Catalunya Masculí de Primera Categoria (1.ª Catalana)    | 4 grupos; Final a Cuatro; los participantes en la F4 ascienden a Copa Catalunya; descienden 11.º–14.º a 2.ª Catalana.     |
| Autonómica       | Campionat de Catalunya Masculí de Segona Categoria (2.ª Catalana)     | 6 grupos; ascenso de 1.º y 2.º de cada grupo; descenso a Primera Territorial.                                             |
| Territorial      | Sènior Masculí Territorial (Primera Territorial y niveles inferiores) | Organiz. por cada Representación Territorial; F4 interterritorial en 1.ª Territorial; ascenso a 2.ª Catalana según bases. |

### Pirámide competitiva (femenina)
| Nivel            | Competición                                                       | Formato y notas |
| ---------------- | ----------------------------------------------------------------- | --- |
| Autonómica élite | Super Copa Femenina                                               | 16 equipos; liga a doble vuelta; 1.º y 2.º a fase de ascenso a LF2 (según FEB); descienden 13.º–16.º a Copa Catalunya. |
| Autonómica       | Copa Catalunya Femenina                                           | Liga regular (14 equipos) con fases; ascensos a Super Copa; descensos a 1.ª Catalana femenina (CC1CF).                 |
| Autonómica       | Campionat de Catalunya Femení de Primera Categoria (1.ª Catalana) | 2 grupos + final; ascienden las finalistas a Copa Catalunya; descensos 11.º–14.º a 2.ª Catalana.                       |
| Autonómica       | Campionat de Catalunya Femení de Segona Categoria (2.ª Catalana)  | 4 grupos + F4; ascenso de los campeones a 1.ª Catalana; descenso a Territorial.                                        |

### Ligas Catalanes (pretemporada profesional)
La FCBQ organiza anualmente las Ligas Catalanes para clubes ACB y de baloncesto femenino élite.
- Liga Catalana ACB (desde 1980): récord de títulos para el FC Barcelona (25), seguido por el Joventut (10).[41][42]
- Liga Catalana Femenina (desde 1989): dominio reciente de Spar Girona; también con títulos Cadí La Seu y Barça CBS.[43]

| Competición                | Categoría FEB / nivel | Sexo      | Tipo y formato (resumen)                                                        |
| -------------------------- | --------------------- | --------- | ------------------------------------------------------------------------------- |
| Liga Catalana ACB          | ACB                   | Masculino | Torneo oficial de pretemporada. Semifinales y final (según n.º de equipos).     |
| Liga Catalana 1.ª FEB      | 1.ª FEB               | Masculino | Torneo de pretemporada; se disputa cuando hay clubes catalanes en la categoría. |
| Liga Catalana 2.ª FEB      | 2.ª FEB               | Masculino | Torneo de pretemporada; cuadro y sede variables.                                |
| Liga Catalana 3.ª FEB      | 3.ª FEB (antes EBA)   | Masculino | Torneo de pretemporada con fase previa y fase final.                            |
| Liga Catalana LF           | Liga Femenina (LF)    | Femenino  | Torneo oficial de pretemporada; semifinales y final (según edición).            |
| Liga Catalana LF Challenge | LF Challenge          | Femenino  | Torneo de pretemporada.                                                         |
| Liga Catalana LF2          | LF2                   | Femenino  | Torneo de pretemporada.                                                         |

## Palmarés abreviado
Liga Catalana ACB (títulos)
FC Barcelona (25), Joventut Badalona (10), Manresa (3), Andorra (1), Lérida (1), Gerona (1), etc.
Liga Catalana Femenina (títulos)
Spar Girona (12), Cadí La Seu (2), Barça CBS (1), otros.

## Programas y proyectos
La FCBQ desarrolla programas propios en ámbitos como salud, valores y lengua: BQ Salut (prevención de lesiones y formación sanitaria), BQ Valors (promoción de valores y premiación anual en la Festa del Bàsquet Català) y BQ Llengua (fomento del uso del catalán en el baloncesto).

### Programa Segle XXI
La federación gestiona el Programa Segle XXI de tecnificación femenina, con equipos sénior y júnior en el entorno del CAR Joaquim Blume (Esplugues de Llobregat).

## Árbitros
El Comité y la Escuela de Árbitros de la FCBQ gestionan y forman a los colectivos de árbitros, auxiliares de mesa y técnicos arbitrales, con presencia en las cuatro demarcaciones; el Secretario General Arbitral es Jordi Anguera. En 2024–25 el colectivo arbitral alcanzó 1.216 árbitros y 2.006 auxiliares de mesa. La Escuela organiza cursos de iniciación anualmente y dispone de manuales y normativa técnica propia; el reglamento interno fija, entre otros aspectos, compatibilidades y la edad máxima para arbitrar (75 años).

## Presidentes
Lista de presidentes de la FCBQ:
- Santiago Ferrer Combeller (1924–1925)
- Josep Espelleta Mercadal (1925)
- Joan Trigo Serrano (1925–1928)
- Domènech Batalla Macià (1928–1930)
- Emili Rodríguez de Aguirre (1930–1931)
- Àngel Truñó Rossinyol (1931–1935)
- Pere Marí Nogueró (1935–1936)
- Joan Bucheli Sabater (1936–1939)
- Julio Clavero Lon (1939–1941)
- Rafael Castejón Gómez (1941–1954)
- Ismael Almela Sales (1954–1958)
- Ernesto Segura de Luna (1959–1972)
- Joan Fa Vilaró (1973)
- Andreu Ponsirenas Martorell (1973–1979)
- Pere Sust Sagau (1979–1984)
- Enric Piquet Miquel (1984–2010)
- Joan Fa Busquets (2010–2019)
- Ferran Aril Duran (2019–Actualidad)

## Cifras históricas de licencias
El baloncesto catalán ha batido sus récords de fichas en las últimas temporadas.
- 2024–25: 87.198 licencias (+3,4 % vs 2023–24).[55]
- 2023–24: 84.351 (30.432 femeninas; 53.919 masculinas). Serie histórica 2014–2024 en el gráfico oficial.[56][57]

| Temporada                             | Total licencias |
| ------------------------------------- | --------------- |
| 2014–15                               | 72.637          |
| 2015–16                               | 73.163          |
| 2016–17                               | 75.389          |
| 2017–18                               | 75.241          |
| 2018–19                               | 76.265          |
| 2019–20                               | 76.653          |
| 2020–21                               | 68.850          |
| 2021–22                               | 78.047          |
| 2022–23                               | 80.785          |
| 2023–24                               | 84.351          |
| 2024–25                               | 87.198          |
| Fuente: FCBQ (balances de licencias). |                 |

## Palmarés de selecciones autonómicas

### 5×5 (cadete, infantil y mini)
| Categoría         | Oro | Plata | Bronce | Último título | Campeonato         | Oro | Plata | Bronce | Último título |
| ----------------- | --- | ----- | ------ | ------------- | ------------------ | --- | ----- | ------ | ------------- |
| Cadete Femenino   | 20  | 7     | 4      | 2025          | Cadete Masculino   | 11  | 13    | 4      | 2025          |
| Infantil Femenino | 26  | 6     | 5      | 2023          | Infantil Masculino | 21  | 9     | 5      | 2024          |
| Mini Femenino     | 23  | 8     | 3      | 2021          | Mini Masculino     | 18  | 11    | 6      | 2025          |

### 3×3 (U13 y U15)
| Categoría    | Oro | Plata | Bronce | Último título | Campeonato    | Oro | Plata | Bronce | Último título |
| ------------ | --- | ----- | ------ | ------------- | ------------- | --- | ----- | ------ | ------------- |
| U15 Femenino | 2   | 0     | 1      | 2025          | U15 Masculino | 1   | 0     | 2      | 2023          |
| U13 Femenino | 0   | 2     | 1      | –             | U13 Masculino | 2   | 1     | 0      | 2024          |

## Distinciones
- Cruz de San Jorge (2001).[19]